# Dia Internacional do Desarmamento e Conscientização sobre a não Proliferação
O Dia Internacional do Desarmamento e Conscientização sobre a não Proliferação é um evento anual realizado em 5 de março desde 2023, estabelecido pela Assembleia Geral das Nações Unidas em 2022.

## Proclamação
O Dia Internacional do Desarmamento e Conscientização sobre a não Proliferação foi estabelecido em 2022 pela Assembleia Geral das Nações Unidas. A proclamação desse dia visa promover maior conscientização e compreensão das questões de desarmamento e não proliferação, especialmente entre os jovens. Essa iniciativa reflete o compromisso contínuo da Organização das Nações Unidas com as metas de desarmamento multilateral e limitação de armas, essenciais para manter a paz e a segurança internacionais.

## Celebração
O dia é comemorado anualmente em 5 de março. Essa data foi escolhida para comemorar a entrada em vigor do Tratado de Não Proliferação de Armas Nucleares, simbolizando um ponto de virada nos esforços internacionais de desarmamento. A primeira celebração desse dia ocorreu em 5 de março de 2023, com eventos que incluíram um lançamento on-line coorganizado pela Missão Permanente da República do Quirguistão junto às Nações Unidas e pelo Escritório das Nações Unidas para Assuntos de Desarmamento. As atividades promovidas abrangeram painéis de discussão, campanhas de conscientização e educação sobre desarmamento, visando envolver vários atores, incluindo Estados-membros, organizações da sociedade civil e, o mais importante, os jovens. As atividades do dia também incluíram o lançamento de uma campanha on-line para aumentar a conscientização sobre o desarmamento e as questões de desarmamento no Quirguistão.